# Ilha do Corisco
Ilha do Corisco är en ö i Brasilien.   Den ligger i delstaten Paraná, i den södra delen av landet, 1 100 km söder om huvudstaden Brasília. Arean är 0,93 kvadratkilometer.
Terrängen på Ilha do Corisco är mycket platt. Öns högsta punkt är 48 meter över havet. Den sträcker sig 1,1 kilometer i nord-sydlig riktning, och 1,5 kilometer i öst-västlig riktning.
I omgivningarna runt Ilha do Corisco växer i huvudsak städsegrön lövskog. Runt Ilha do Corisco är det ganska glesbefolkat, med 43 invånare per kvadratkilometer.